# 1923 w polityce

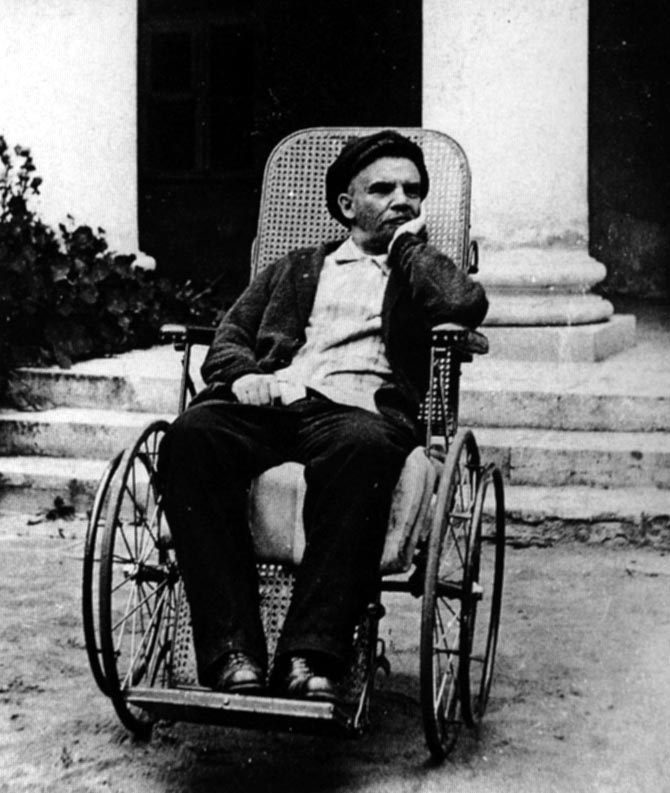
Włodzimierz Lenin

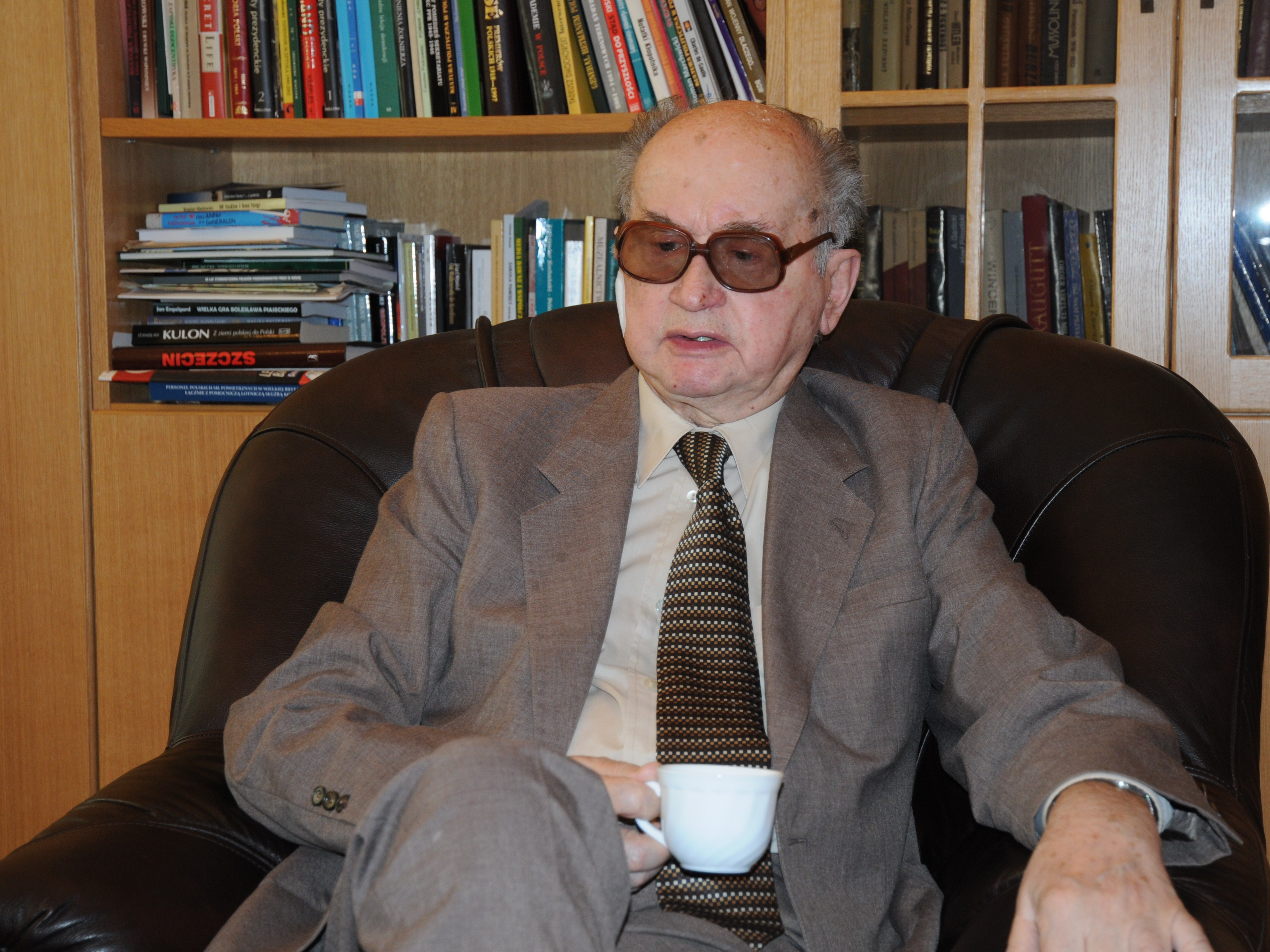
Wojciech Jaruzelski

Wydarzenia polityczne w 1923 roku.

## Styczeń
- 11 stycznia:
  - zmarł Konstantyn I, król Grecji[1].
  - Z powodu niewywiązywania się Niemiec ze spłat reparacji wojennych Francja i Belgia rozpoczęły okupację Zagłębie Ruhry[2].
- 13 stycznia – ministrem skarbu w rządzie gen. Władysława Sikorskiego został Władysław Grabski[3].
- 15 stycznia – Litwa przyłączyła Kłajpedę[4].
- 19 stycznia – rząd gen. Władysława Sikorskiego uzyskał wotum zaufania[3].
- 29 stycznia – w Monachium zakończył się kongres NSDAP. Głównym elementem programu kongresu była defilada pięciu tysięcy bawarskich członków Sturmabteilung na tzw. polu Marsowym[2].

## Luty
- 3 lutego – Rada Ligi Narodów ustaliła linię demarkacyjną między Polską a Litwą[3].

## Marzec
- Włodzimierz Lenin doznał trzeciego udaru i paraliżu[5].
- 15 marca – Konferencja Ambasadorów uznała polską granicę wschodnią[6].

## Kwiecień
- 23 kwietnia – zmarła Ludwika Maria Hohenzollern, wielka księżna Badenii[7].
- 19 kwietnia – Fu’ad I ogłosił konstytucję, czyniąc z Egiptu niezależną monarchię konstytucyjną[4].
- 23 kwietnia – Polska i Czechosłowacja podpisały w Warszawie umowę handlową[6].
- 27 kwietnia – Sejm uchwalił ustawę o Trybunale Stanu[6].

## Maj
- 2–14 maja – z wizytą w Polsce przebywał Ferdinand Foch[6].
- 17 maja – w Warszawie podpisano pakt lanckoroński, będący porozumieniem o współpracy politycznej pomiędzy Związkiem Ludowo-Narodowym, Chrześcijańską Demokracją i Polskim Stronnictwem Ludowym „Piast”[2].
- 28 maja – prezydent Polski Stanisław Wojciechowski powierzył Wincentemu Witosowi misję utworzenia nowego rządu[2].
- 29 maja – Józef Piłsudski zrzekł się funkcji szefa sztabu[2].

## Czerwiec
- 9 czerwca – przeprowadzono w Bułgarii zamach stanu; władzę przejął Aleksandyr Cankow[4].

## Lipiec
- 6 lipca – urodził się Wojciech Jaruzelski, polski generał, minister obrony, I sekretarz KC PZPR, przewodniczący Rady Państwa i prezydent RP[8].

## Sierpień
- 2 sierpnia – prezydent Stanów Zjednoczonych Warren Harding zmarł na atak serca[2].
- 3 sierpnia – urząd prezydenta Stanów Zjednoczonych objął Calvin Coolidge[2].
- 12 sierpnia – w wyniku kryzysu gospodarczego i politycznego w Niemczech rząd Wilhelma Cuno podał się do dymisji[2].

## Wrzesień
- 13 września – Alfons XIII Burbon powierzył misję tworzenia rządu Hiszpanii Miguelowi Primo de Rivera[4].

## Listopad
- 8–9 listopada – w Monachium Adolf Hitler dokonał nieudanego zamachu stanu[2].
- Centralny Komitet wykonawczy Polskiej Partii Socjalistycznej wydał odezwę proklamując strajk powszechny, o ile rząd Wincentego Witosa nie poprawi sytuacji pracowników przedsiębiorstw państwowych[2].

## Grudzień
- 16 grudnia – drugi rząd Wincentego Witosa podał się do dymisji[9].